# Frost (Roman)
Frost ist der erste veröffentlichte Roman des österreichischen Schriftstellers Thomas Bernhard. Der Roman wurde 1963 veröffentlicht und 2006 von Michael Hofmann ins Englische übersetzt. 2013 gaben Raimund Fellinger und Martin Huber unter dem Titel Argumente eines Winterspaziergängers zwei Vorarbeiten zu Frost heraus.

## Inhalt
Frost ist ein Tagebuchroman, erzählt von einem namenlosen Ich-Erzähler und Medizinstudenten, der gerade an einem Spital in Schwarzach im österreichischen Pongau seine Famulatur absolviert. Ausgangspunkt des Romans ist ein ungewöhnlicher Auftrag seines Vorgesetzten, des Chirurgen Strauch: Der Famulant soll in den Gebirgsort Weng reisen und den dort lebenden Bruder des Chirurgen, den Maler Strauch, beobachten: »Er verlangt von mir eine präzise Beobachtung seines Bruders, nichts weiter. Beschreibung seiner Verhaltensweisen, seines Tagesablaufs; Auskunft über seine Ansichten, Absichten, Äußerungen, Urteile. Einen Bericht über seinen Gang. Über seine Art, zu gestikulieren, aufzubrausen, ›Menschen abzuwehren‹. Über die Handhabung seines Stockes. ›Beobachten Sie die Funktion des Stockes in der Hand meines Bruders, beobachten Sie sie genauestens.‹« Die Brüder haben sich zwanzig Jahre nicht mehr gesehen und seit zwölf Jahren ist der Briefkontakt abgerissen (ebd.).
Der Roman besteht aus den 27 Tagebucheinträgen und sechs Briefen an den Chirurgen Strauch, die der Famulant während seines Aufenthaltes in Weng verfasst. Wie der Chirurg mit den Mitteilungen des Famulanten umgeht, erfährt der Leser nicht. In seinen Einträgen notiert der Famulant die Gespräche, die er während der langen Spaziergänge mit dem Maler führt. Auch Gespräche mit den Bewohnern Wengs, allen voran der Wirtin, dem Wasenmeister oder dem Ingenieur, hält er fest. Dabei spart er seinen Gesprächsanteil zumeist aus und gibt nur die Äußerungen seines Gegenübers direkt oder indirekt wieder. Die Berichte enthalten auch Schilderungen von Begebenheiten im Ort. An einigen wenigen Stellen kommt der Famulant, bedingt durch die Auseinandersetzung mit den Äußerungen und der Person des Malers Strauch, zu eigenen Reflexionen über sich und die Welt.
Der Maler hat seine sämtlichen Bilder vernichtet und sich nach Weng zurückgezogen, nachdem er von einer nicht näher benannten unheilbaren Krankheit heimgesucht wurde. Er leidet oft unter starken Kopf- und Fußschmerzen, und der Famulant stellt an ihm Anzeichen von »Verwesung« fest. Dennoch bewältigt er ausgedehnte Spaziergänge ohne Mühe. Typisch für ihn sind sein Spazierstock, sein Hut und die Ausgabe der Pensées von Pascal, die er immer mit sich führt. In seinen Unterhaltungen mit dem Famulanten erzählt er von seiner Kindheit und Jugend und philosophiert über Politik, Menschen, Natur und Kunst. Dabei ist seine Sicht der Dinge geprägt vom Verfall: »... wir befinden uns in einem Stadium der absoluten Verwahrlosung. Unser Staat [...] ist ein Hotel der Zweideutigkeit, das Bordell Europas, mit einem ausgezeichneten überseeischen Ruf.«
Im Verlauf seines Aufenthalts fällt es dem Famulanten immer schwerer, die Reden des Malers zu verstehen und wiederzugeben. Am Ende fühlt er sich von ihm übermächtigt: »Ich entdeckte mich fortwährend abgehackt durch den Mund dieses Menschen sprechend.« Die sechs Briefe an den Chirurgen sind – obwohl an unterschiedlichen Tagen des Aufenthalts entstanden – nach dem Bericht über den 26. Tag eingefügt. Dann folgt der Bericht über den 27. Tag.
Der Roman endet damit, dass der nach Schwarzach zurückgekehrte Famulant aus dem Demokratischen Volksblatt vom Verschwinden des Malers erfährt. Er beendet am gleichen Tag seine Famulatur, reist nach Wien zurück und nimmt sein Medizinstudium wieder auf.

## Auszeichnungen
Für das Werk wurde Bernhard  1965 mit dem Bremer Literaturpreis ausgezeichnet, 1968 erhielt er den Österreichischen Förderungspreis für Literatur.

## Ausgaben
- Frost. Insel-Verlag, Frankfurt a. M. 1963 [Erstausgabe].
- Frost (=Suhrkamp Taschenbuch 47). Suhrkamp, Frankfurt a. M. 1972. Suhrkamp Taschenbuch 47, ISBN 3-518-36547-9.
- Frost. Werke, Band 1. Herausgegeben von Martin Huber und Wendelin Schmidt-Dengler. Frankfurt a. M. 2003, ISBN 978-3-518-41501-6.